# Río Yaguala
Río Yaguala är ett vattendrag i Honduras. Det ligger i den centrala delen av landet, 160 km norr om huvudstaden Tegucigalpa.